# 奥德维茨
奥德维茨（德語：Oderwitz），是德国萨克森州的市镇，隶属于格尔利茨县。总面积为35.91平方千米，截至2023年12月31日总人口为4,830人。